# Xã Belleville, Quận Republic, Kansas
Xã Belleville (tiếng Anh: Belleville Township) là một xã thuộc quận Republic, tiểu bang Kansas, Hoa Kỳ. Năm 2010, dân số của xã này là 236 người.